# Máriagyűd megállóhely
Máriagyűd megállóhely egy Baranya vármegyei vasúti megállóhely, amit a MÁV üzemeltetett Siklós névadó városrészében, Máriagyűdön.

## Vasútvonalak
A megállóhelyet az alábbi vasútvonalak érintik:
- Középrigóc–Villány-vasútvonal

## Kapcsolódó állomások
A megállóhelyhez az alábbi állomások vannak a legközelebb:
- Harkány vasútállomás (Középrigóc–Villány-vasútvonal)
- Siklósi szőlők megállóhely (Középrigóc–Villány-vasútvonal)

## Forgalom
Az áthaladó vasútvonalon és vele együtt e megállóhelyen is a személyszállítás 2007. március 4-én megszűnt.

## Megközelítése
A megállóhely Máriagyűd lakott területének déli szélén helyezkedik el, közúti megközelítését egy, az 5701-es útból kiágazó önkormányzati út, a helyi Kossuth utca teszi lehetővé.